# بورک سیستانی
بورک سیستانی (borak sistani) نوعی میان وعده محلی سیستان است. این خوراکی به صورت نان ضخیم مثلثی شکل بوده که داخل آن به وسیله سبزی محلی و خود رو به نام سُوزی (souzi) که در سیستان می‌روید پر می‌شود. در فصولی که سُوزی رشد نمی‌کند از اسفناج استفاده می‌شود.

### نام گذاری
گفته می‌شود در گذشته به اشیا مثلثی شکل بورکی گفته می‌شده و احتمالاً دلیل نامگذاری بورک شکل مثلثی آن می‌باشد. بورک یک خوراکی کم کالری است.

## طرز تهیه

### مواد اصلی
- آب ولرم :۲ لیوان
- روغن :۶ قاشق غذا خوری
- نمک :۱ قاشق غذاخوری سرخالی
- خمیر مایه :۱ قاشق غذاخوری سرخالی
- آرد. به مقدار لازم
- رازیانه :۱ قاشق غذا خوری
- سوزی سیستان :به مقدار لازم
- کره حیوانی :به مقدار لازم[۴]

### طرز تهیه
- ۱

ابتدا خمیر مایه را به آب اضافه و هم می‌زنیم، می‌زاریم تا عمل بیاد
- ۲

روغن، نمک و رازیانه را مخلوط؛ آب و خمیر مایه عمل آمده را اضافه و هم زده
- ۳

آرد را اضافه و ورز می‌دهیم، تاجایی آرد اضافه می‌کنیم که خمیر لطیفی بدست بیاد که به دست نچسبه
- ۴

خمیر را پوشانده و نیم ساعت استراحت داده؛ بعد از نیم ساعت با ۳ قاشق روغن مایع خمیر را کمی ورز می‌دهیم؛ دوباره نیم ساعت می‌زاریم استراحت کنه
- ۵

مواد میانی: سوزی یا اسفناج را با نمک آبپز کرده، آبکش و با پیاز خوردکن سبزی را کمی چرخ می‌کنیم
- ۶

سبزی را با کره حیوانی تفت داده تا سرخ شود (در صورت تمایل کمی سیر رنده شده با سبزی تفت داده)
- ۷

خمیر را به صورت چونه‌های متوسط درآورده و پهن می‌کنیم، سپس سبزی را وسط آن گذاشته و بعد گوشه‌های خمیر را به صورت مثلثی جمع می‌کنیم و پشت آن را با چنگال می‌زنیم ودر تنور یا فر با دمای ۲۰۰درجه سانتی گراد که از قبل گذاشتیم گرم شه قرار داده تا طلایی بشه.